# Sant'Agnello
Sant'Agnello è un comune italiano di 8 474 abitanti della città metropolitana di Napoli in Campania.
È un piccolo centro della costiera sorrentina, ricompreso tra i comuni di Piano di Sorrento e Sorrento. Il comune è diviso in cinque rioni: rione Angri, rione Cappuccini, rione Colli di Fontanelle, rione Maiano e rione Tordara-Trasaella.

## Geografia fisica
Sant'Agnello si trova a circa 46,5 km da Napoli e si estende per 4,09 km tra la costa alta e frastagliata che si affaccia sul Golfo di Napoli a nord e le colline che, digradando nel mar Tirreno. Caratteristica di tutti i comuni della penisola sorrentina è la collocazione sulla terrazza tufacea, che domina a picco il mare da un'altezza di 47 metri.

## Storia
Il comune di Sant'Agnello diventa autonomo nel 1866, a seguito delle ripetute richieste di indipendenza rivolte dai Casali di Trasaella, Mortora, Angri e Maiano – che già nel 1808 avevano ottenuto il distacco da Piano di Sorrento – nei confronti di Vittorio Emanuele II. Quest'ultimo, sentendosi sotto pressione, sancì finalmente con il decreto 10 dicembre 1865 la nascita del nuovo comune, suddiviso in cinque rioni: rione Angri, rione Cappuccini, rione Colli di Fontanelle, rione Maiano e rione Tordara-Trasaella.
Negli anni del fascismo (dal 1927 al 1946) Sant'Agnello formò con i vicini comuni di Sorrento, Piano di Sorrento e Meta la «Grande Sorrento», per poi tornare ad essere indipendente dopo la caduta del regime.

### Simboli
La storia della lotta per l'indipendenza di Sant'Agnello è sapientemente racchiusa nello stemma del comune: i cinque rioni costituiti nel 1866, infatti, sono rappresentati dalle torri (una per rione) poste in cima alla figura, mentre il motto "Post nubila Phœbus" ("Dopo le nuvole il sole") sta ad indicare proprio la profonda voglia di indipendenza manifestata dai cittadini santanellesi in epoca preunitaria.

### Ricorrenze
Il 14 dicembre viene celebrata la festa di sant'Agnello di Napoli, patrono del comune.

## Monumenti e luoghi d'interesse

### Architetture religiose
- Chiesa dei Santi Prisco e Agnello
- Santuario della Beata Vergine dell'Annunciazione
- Chiesa di San Biagio
- Chiesa di Santa Maria di Porto Salvo
- Chiesa di San Giovanni Evangelista
- Chiesa di San Giuseppe
- Chiesa di San Martino
- Chiesa di San Rocco
- Chiesa della Natività di Maria Santissima
- Chiesa di San Vito
- Chiesa di Santa Maria dei Sette Dolori
- Chiesa della Natività di Maria Vergine
- Chiesa di Santa Maria delle Grazie
- Chiesa dei Cappuccini
- Chiesa di San Francesco
- Chiesa del Santissimo Sacramento

### Piazze

#### Piazza Matteotti

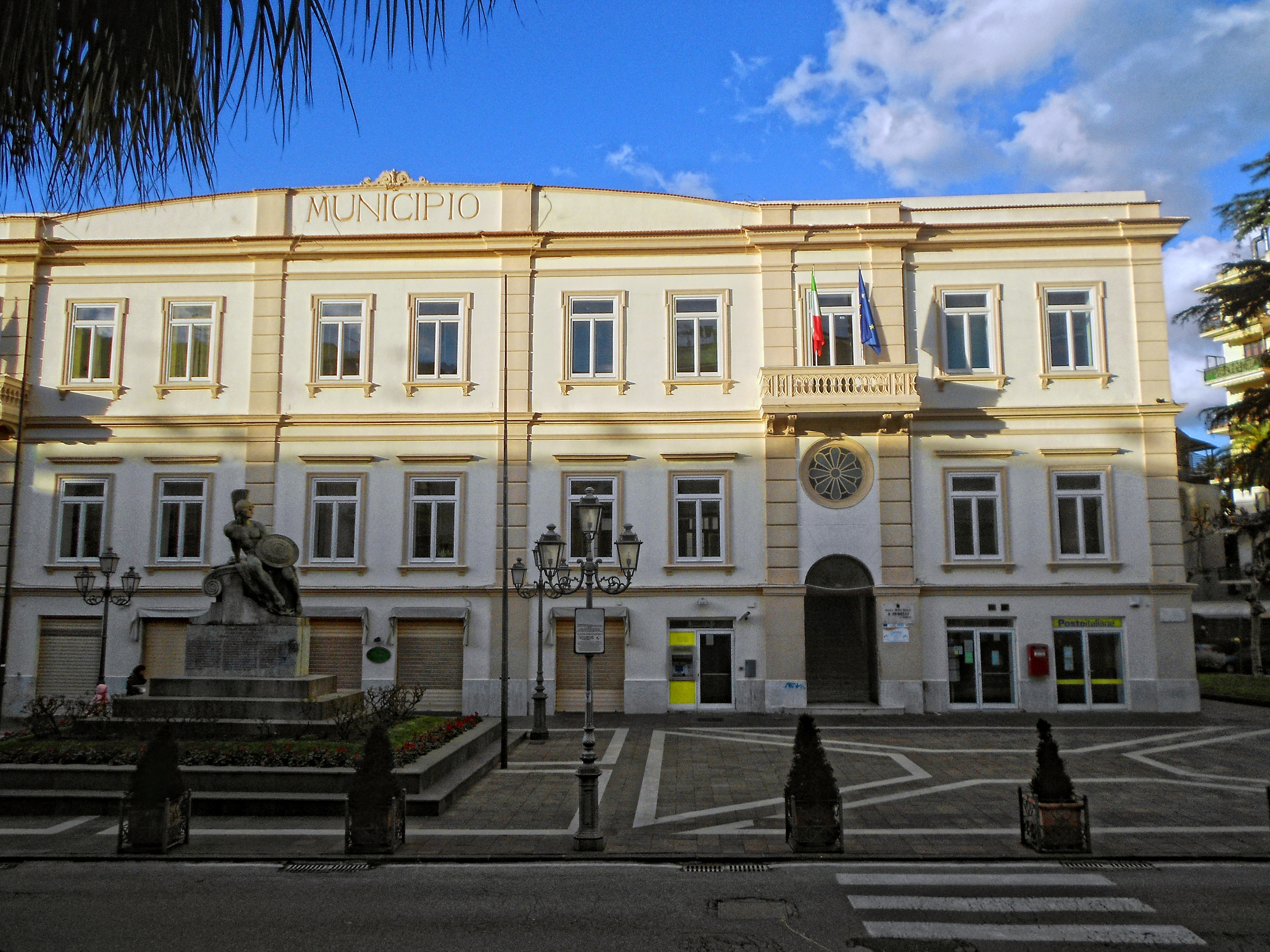
Piazza Matteotti

Crocevia più importante di Sant'Agnello è Piazza Matteotti, dove ha sede il Municipio. Prima del Novecento questa piazza non esisteva, essendo stata ricavata colmando un antico vallone che dal Golfo del Pecoriello si estendeva fino all'odierno centro cittadino. L'attuale palazzo comunale fu inaugurato il 30 settembre del 1991 e nacque come edificio scolastico: si tratta di una struttura composta da un piano terra – occupato da alcuni esercizi commerciali ed uffici – e da tre piani rialzati. In quegli anni, la sede comunale era posta in un edificio (ancor oggi esistente) che fa da angolo con via Angri. Tuttavia, negli anni del Fascismo – quando la sede comunale dei cessati comuni fu stabilita a Sant'Agnello – una parte dell'edificio scolastico divenne Municipio e l'altra metà continuò ad essere adibita a scuola. Circondata dalle palme e dal verde dei giardini pubblici, inoltre, sorgono il "Monumento ai Caduti" – realizzato dallo scultore Giovanni Nicolini e inaugurato nel 1942 – raffigurante un fante che giace disteso volgendo lontano lo sguardo, con la spada in pugno e lo scudo, e la lapide commemorativa dedicata ai Caduti nell'eccidio di Kindu del '61. A ridosso dell'edificio comunale troviamo la sede della Società Operaia di Mutuo Soccorso, un'Associazione che sin dai suoi primi anni di vita si è preoccupata di dare assistenza agli operai disoccupati.

#### Piazzetta Angri
Immediatamente alle spalle della stazione della Circumvesuviana, collegata mediante un sottopassaggio, sorge la Piazzetta Angri, che disegna un'area rettangolare di ampio respiro dominata al centro da una fontana in marmo. Ai lati della piazza, sorgono alcune delle abitazioni più antiche del comune.

#### Piazzetta Marinella

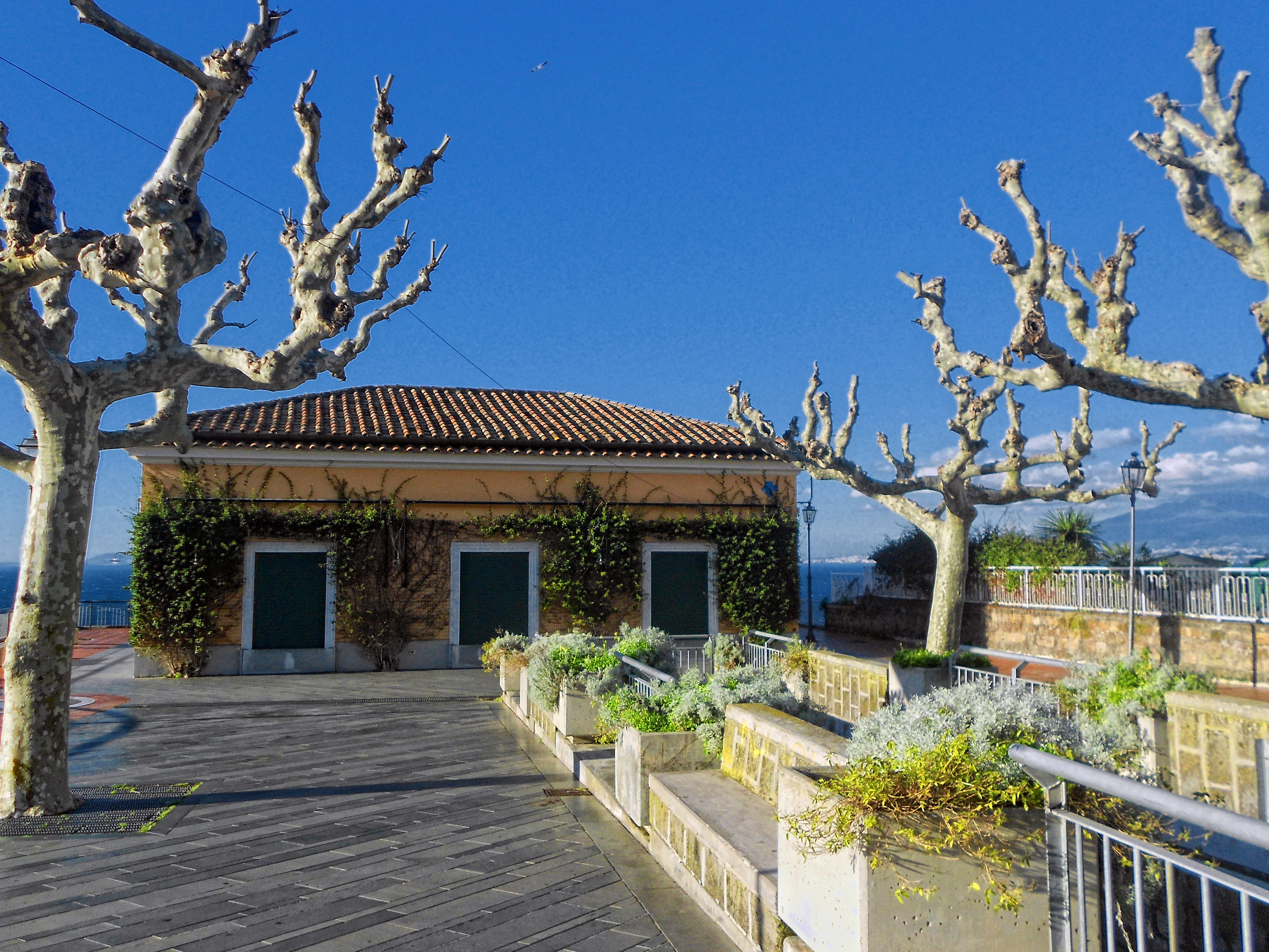
Piazzetta Marinella

Avvicinandosi alla costa, nei pressi della chiesa dei frati cappuccini, sorge la Piazzetta Marinella, da sempre una delle mete preferite dai turisti per la bella veduta del Golfo di Napoli che essa offre. Tale posizione privilegiata nel tempo ha incentivato la costruzioni di lussuose abitazioni a picco sul mare, tra cui Villa Crawford e Villa Nicolini, nonché dello storico hotel Cocumella (1777). Inoltre, scendendo per la scalinata scavata nella crosta tufacea, è possibile accedere direttamente al mare, dove è presente un ristorante/stabilimento balneare.

#### Piazza Carlo Sagristani
Dalla Piazza Carlo Sagristani, in zona Colli di Fontanelle, è infine possibile ammirare una panoramica dell'intera Penisola Sorrentina, mentre in lontananza possono chiaramente scorgersi Napoli e il Vesuvio.

### Architetture civili

#### Il Pizzo
L'antica tenuta "Il Pizzo" situata in Viale dei Pini rappresenta un esempio unico di commistione fra giardino, agrumeto e villa. Essa sorge su di un preesistente insediamento conventuale, e nella sua vasta estensione di 16 ettari vede alternarsi colture di agrumi ed ulivi, ambienti naturali e terrazze, ville e case coloniche. Avanzando verso il mare, nel percorso del viale di accesso, si costeggia la villa settecentesca – già edificio conventuale – ed attraverso il fitto agrumeto si raggiunge la fascia costiera: quest'ultima si presenta da sempre densa di lecci, querce, pini secolari, carrubi e corbezzoli, ma è stata progressivamente arricchita da vegetazione di oleandri, agavi e siepi di mortella. Il fondo è delimitato dai caratteristici “valloni”, spaccature del costone tufaceo dove, in tempi remoti, defluivano al mare i ruscelli che scavarono la roccia friabile. La tenuta è stata scelta come scenario per girare il film Love Is All You Need (2012).

#### Villa Crawford
Appartenuta allo scrittore statunitense Francis Marion Crawford, Villa Crawford è una meravigliosa abitazione situata a strapiombo sul mare e poggiata su grandi bastioni che sorgono dall'acqua. Quando l'illustre proprietario scelse di vivere a Sant'Agnello nel 1885 (anno del suo matrimonio), l'edificio si presentava come una semplice casa colonica circondata da un vasto giardino. Col tempo, però, furono apportate diverse modifiche alla struttura: i contrafforti, in particolare, furono voluti da Crawford onde prevenire eventuali smottamenti della costa e favorire l'avvistamento della costruzione dal mare (anche per questo, sulle pietre dei bastioni, lo scrittore fece scolpire le parole "In tempestate securitas"). Anche il giardino mutò il suo aspetto: fu abbellito con sculture, opere del padre Thomas, e reperti antichi, di cui Crawford era appassionato collezionista. Inoltre è noto che Crawford, appassionato navigatore, era solito spostarsi a bordo del suo veliero, di cui era abilitato al comando: fece perciò costruire una discesa a mare per accedere al porticciolo d'attracco. Alla morte dello scrittore, avvenuta nel 1909, la villa passò alla figlia primogenita, Eleonora, moglie del nobile Pietro Rocca di Roccapadula, cui donò due figlioli, Leone ed Onorio: il secondo, in particolare, fu sacerdote e guida spirituale di moltissimi giovani che frequentavano la villa, da lui donata già nel 1954 all'Istituto di Maria Ausiliatrice (che ancora oggi accoglie, per rispettare la volontà del donatore, i tanti giovani che qui si riuniscono per trascorrere qualche ora di svago e di preghiera).

#### Villa Nicolini
Nei pressi della chiesa dei frati cappuccini sorge Villa Nicolini, edificata nel 1920. Giovanni Nicolini era uno scultore nato a Palermo nel 1872 e trasferitosi dopo il matrimonio nella sua magione realizzata in Penisola sorrentina. Intorno alla metà del XX secolo la famiglia Nicolini cedette la proprietà della villa: da quel momento essa fu oggetto di varie compravendite, per poi cadere nell'oblio, con conseguente decadimento sia delle parti esterne che degli ambienti interni. Anche il giardino, un tempo rigoglioso, conobbe un lento ed inesorabile degrado. A Sant'Agnello crebbero le leggende intorno alla villa: infatti, pare che questa fu, per un breve lasso di tempo, di proprietà dei monaci, che – dopo aver subito l'esproprio da parte del comune – operarono un sortilegio che si sarebbe abbattuto su chiunque l'avesse acquistata. Per oltre venti anni Villa Nicolini è stata presidiata esclusivamente dall'anziano custode, Ugo Mazzola –  all'età di 91 anni – sino a quando nel 2010 sono iniziati i lavori di restyling a cura del nuovo proprietario, il facoltoso imprenditore russo Jorgy Berjanov, che attualmente ne detiene la proprietà.

#### Grand Hotel Cocumella
Una delle strutture alberghiere più antiche del comune è senza dubbio il Grand Hotel Cocumella(1777), capolavoro del Seicento napoletano. Alla fine del Cinquecento, Gianvicenzo De Angelis decise di donare la proprietà – che allora comprendeva la villa con una terrazza a picco sul mare e una discesa privata, appunto denominata "la Cocumella" – ai gesuiti, con lo scopo di adibire l'intero complesso a luogo di cura. I gesuiti vi si installarono ed inaugurarono il complesso il 2 maggio 1637. Solo nel 1705 il dotto gesuita Padre Nicola Partenio Giannetasio (già professore di matematica nel collegio gesuita di Napoli), a causa della sua cagionevole salute, desiderò raggiungere quel luogo per beneficiare della sua posizione, facendo erigere una chiesetta accanto all'antica torre che fu utilizzata come campanile della nuova chiesa. Nel 1789 tuttavia la proprietà della struttura passò a Pietro Antonio Gargiulo, che la acquistò per 10 800 ducati; furono i suoi eredi la trasformarono nel lussuoso albergo che è oggi (salvo la breve parentesi offerta dalla Seconda Guerra Mondiale, in cui fu adibita a sede del Comando Inglese).
Negli anni l'albergo ha potuto vantare, oltre ad una storia secolare, anche la presenza di illustri ospiti, come Goethe, Andersen, Gioacchino Murat, il Duca di Wellingon, lo scrittore Francis Marion Crawford e – in tempi più recenti – Moravia, Rita Levi-Montalcini ed il regista Mario Monicelli. Numerose leggende, infine, ruotano attorno all'Hotel Cocumella: in particolare, si narra che in un muro dell'albergo l'ultima amante di Shelley, Claire Jane Clairmont, nascose una teca che conteneva il cuore del poeta, avuto in dono da Byron, il quale a sua volta lo strappò dal corpo dell'amico affogato a Lerici.

#### Villa Siracusa
La maestosa Villa Siracusa fu costruita nel 1792 per volontà del conte di Siracusa, Paolo Leopoldo di Borbone – cugino del re di Napoli Ferdinando I – e della principessa Maria Filiberta di Savoia. In precedenza quel terreno apparteneva ai gesuiti, ma in seguito – allorché l'Ordine cadde in disgrazia – il re decise di sfrattarli e di dividere le proprietà in tre parti uguali: la prima, che fu donata con la chiesa ai frati Francescani, rappresenta l'attuale Hotel Cocumella; la seconda, che rappresenta l'attuale Hotel Parco dei Principi, fu donata al conte di Siracusa; la terza, Villa Riviera di Massa, fu affidata al fratello, il Conte Luigi d'Aquila. Ricevuto il terreno, il conte di Siracusa fece erigere la Villa in stile neorinascimentale con sontuosi saloni, scalinate di grande valore artistico e magnifiche stanze che si affacciano sul Golfo di Napoli. A quei tempi, personaggi potenti, illustri stranieri ed esponenti della nobiltà napoletana si recavano tutti nel "Poggio Siracusa", dove si tenevano feste, balli, concerti, battute di caccia, incontri musicali e culturali, giochi d'azzardo, amoretti con giovani contadine e anche giochi di potere. Al limite del parco – nell'orto dell'ex convento – il gesuita padre Zaccaria aveva coltivato una pianticella portata dal Perù che, se usata, provocava effetti magici sull'amore. La pianta preziosa si moltiplicò e proprio lì vicino il Conte di Siracusa fece costruire il delizioso "tempietto dell'amore": il luogo fu anche detto "eden sorrentino", dal momento che vi fiorirono tante storie d'amore sfociate in matrimoni, riservati, tuttavia, sempre e soltanto ai ricchi di quel tempo. Un giorno, per caso, il conte si innamorò di una principessa ungherese molto giovane, venuta in vacanza da quelle parti per curare la sua malattia: era Tania Zoratrvich. Da quel giorno la villa cambiò vita: non più feste e danze per gli amici del conte, ma solo per la sua amata Tania, creando non pochi pettegolezzi. Per destino crudele, dopo poco tempo la principessa morì ed il povero conte, impazzito d'amore e di dolore, si tolse la vita. La villa piombò in un'atmosfera cupa, finché i parenti del conte di Siracusa – con la caduta dei Borboni – fecero i bagagli e partirono, non preoccupandosi di pagare la servitù. La villa fu poi venduta a una principessa russa, Smaragda Vugorides, che però non vi venne mai, così come non vi venne l'erede, principe Emanuel Konaki Vugorides, nonostante la servitù venisse ora regolarmente pagata per la manutenzione della villa. Nel 1885 infine la struttura fu acquistata dalla famiglia russa Korčakov, molto ricca e in parentela con lo zar Nicola II. Fu così che nel 1893 – dopo la ristrutturazione – la villa fu inaugurata. Essa ritornò a vivere, e molti personaggi famosi della Russia vi vennero in visita, favorendo e aumentando nel mondo la notorietà della Penisola sorrentina. Con la rivoluzione russa, anche la famiglia Korčakov seguì la sua caduta. Sempre immersa nel suo parco borbonico attualmente è sede di un hotel a cinque stelle interamente progettato dal famoso architetto Giò Ponti, è definito unico nel mondo come "albergo museo" e il cui nome Parco dei Principi s'ispira agli aristocratici precedenti proprietari, meta di prestigiosi congressi e di visite guidate, a testimonianza di un passato glorioso.

#### Club House MSC
Nel 2014 l'armatore Gianluigi Aponte ha donato alla cittadinanza santanellese la Club House MSC, una struttura – usufruibile dagli abitanti di Sant'Agnello e dai dipendenti della MSC – che si estende per 14.000 m² ed è comprensiva di parcheggio multipiano, campo da tennis, campo polifunzionale (pallavolo, pallacanestro), campo da calcetto, piscina semiolimpionica e palestra. Il complesso, inoltre, comprende salotti interni rifiniti in stile vittoriano, un bar con ampie terrazze, sale interrate per conferenze ed un sofisticato simulatore di navigazione per l'addestramento dei giovani ufficiali delle navi MSC.

### Aree naturali

#### Golfo del Pecoriello

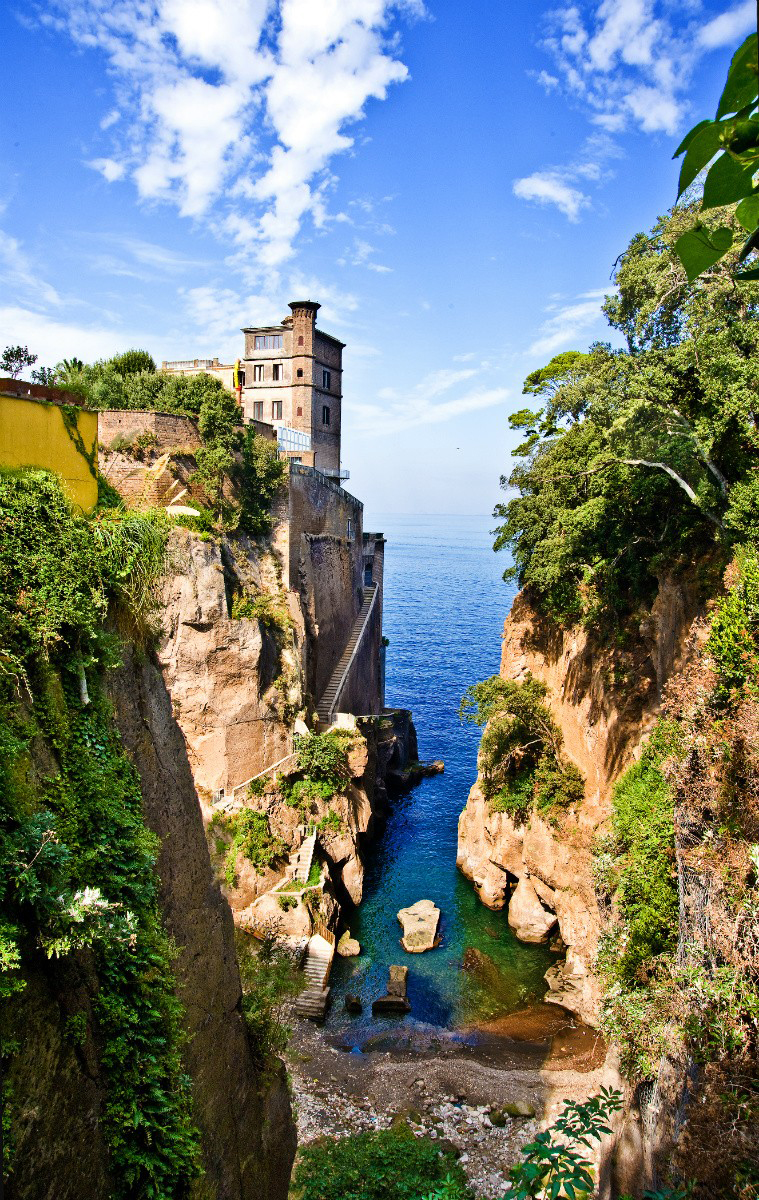
Golfo del Pecoriello

Al termine di Viale dei Pini è situato l'affaccio sulla insenatura del Golfo del Pecoriello (una volta parte terminale del Vallone Croce) il cui nome deriva molto probabilmente dal fatto che ivi pascolassero le pecore. È possibile accedere alla terrazza tramite una discesa nel verde, dalla quale si è in grado di ammirare la baia nella sua interezza.

## Società

### Evoluzione demografica
Abitanti censiti

### Confraternite
Sono quattro le confraternite presenti a Sant'Agnello: la Venerabile Arciconfraternita del Gonfalone dei Santi Prisco ed Agnello, l'Arciconfraternita del Santissimo Sacramento e Natività di Maria Vergine, la Confraternita del Ss. Cuore di Maria e di San Giuseppe e la Regia confraternita dell'Immacolato concepimento di Maria Santissima di Trasaella.

#### Venerabile Arciconfraternita del Gonfalone dei Santi Prisco e Agnello
Fu fondata nella Chiesa dei Santi Prisco e Agnello nel 1426, con lo scopo di sottrarre gli iscritti dal ricorso all'usura mediante prestiti agevolati o gratuiti per i poveri. L'approvazione dello statuto risale al 22 agosto del 1642, mentre già agli inizi del XVIII secolo – essendo notevolmente accresciuto il numero dei confratelli – fu acquistato il suolo e fu fatta costruire una cappella con sepoltura nell'ambito della chiesa parrocchiale. Il 3 aprile del 1756 l'altare intitolato a Santa Maria delle Grazie e alle anime del Purgatorio fu elevato ad altare privilegiato e – all'incirca dieci anni dopo – venne presentata la domanda al re di Napoli Ferdinando IV per poter indossare un proprio vestiario nelle processioni e per l'accompagnamento dei confratelli defunti: questa fu accolta il 28 novembre del 1765, con la concessione da parte del re alla confraternita di poter indossare il saio col cappuccio di tela bianca, il cordone e la mozzetta di color cremisi, terminante con cappuccio sulle spalle ed avente sul lato sinistro la figura con i santi Prisco e Agnello (successivamente sostituita dal medaglione in ottone con le effigie dei santi protettori, sostenuto dal cordone color cremisi). L'attività della confraternita comprendeva diverse funzioni, tra cui la celebrazione di 33 messe di suffragio in morte di ogni confratello (poi ridotte nel corso dei secoli). Venivano, inoltre, svolte attività caritative e sociali, quali la concessione di aiuti economici ai bisognosi, di contributi per la redenzione degli schiavi, per il mantenimento degli ospizi, degli ospedali e dei conservatori, per l'assistenza agli infermi, ai carcerati ed agli stranieri in difficoltà.
Il 1º dicembre 2014, il Sodalizio tramite l'affiliazione alla Venerabile Arciconfraternita del Gonfalone di Roma, viene elevato a Venerabile Arciconfraternita del Gonfalone dei Santi Prisco e Agnello. L'Arciconfraternita organizza la toccante Processione del "Cristo Morto", la sera del Venerdì Santo, che si snoda lungo le strade della cittadina portando in processione i Simulacri del Cristo Morto e della B.V. Addolorata.

#### Reale Arciconfraternita del SS. Sacramento e Natività di Maria Vergine
Fu fondata nel 1424. I fratelli aggregati a questa pia congregazione che passavano a miglior vita venivano tumulati nella terra santa della suddetta comunità, benedetta come cimitero il 16 dicembre 1777; le sorelle, invece, erano tumulate nella chiesa dei Santi Prisco e Agnello, in una cappella dedicata prima all'Arcangelo San Michele, poi al Cuore Purissimo di Maria Santissima. L'Arciconfraternita fu istituita per il culto divino, per cantare le lodi del Signore, di Maria Ss. e dei Santi e per esercitare altre opere di pietà e misericordia verso il prossimo (come quella di accompagnare al cimitero le salme dei confratelli).

#### Confraternita del Ss. Cuore di Maria e di San Giuseppe
Meglio nota come "Confraternita dei Giuseppini", la Confraternita del Ss. Cuore di Maria e di San Giuseppe è stata eretta il 19 marzo 1873. Originariamente la confraternita venne riconosciuta come "Congregazione di Spirito" e la sua attività durò fino al 1884. Tuttavia i Giuseppini ebbero la facoltà di riprendere tutte le attività religiose nel 1886 e solo nel 1887 si ebbe l'erezione canonica a confraternita. Ad oggi, i suoi confratelli indossano il saio bianco con la mozzetta viola, recando in processione un'artistica statua del Cristo Orante nell'Orto dei Getsemani.

### Processioni
Nel comune di Sant'Agnello viene celebrata una interessante Settimana Santa, che vede impegnate le tre confraternite presenti sul territorio nell'organizzazione dei riti. Nella tarda serata del Giovedì santo è la Confraternita del Santissimo Cuore di Maria e di San Giuseppe che per prima svolge la sua processione del Cristo Orante nell'Orto del Getsemani; ad essere portata in processione è infatti una statua raffigurante Gesù Cristo che prega nell'orto degli ulivi.
Nelle prime ore del Venerdì Santo mattina (ore 2:30) è l'Arciconfraternita del Santissimo Sacramento e Natività di Maria Vergine che inizia la processione della Addolorata, mentre nella serata (ore 20:00) tocca alla Venerabile Arciconfraternita del Gonfalone dei Santi Prisco e Agnello, che svolge la Solenne Processione del Cristo Morto.

## Economia
L'economia di Sant'Agnello si fonda – come per la maggior parte dei comuni della Penisola Sorrentina – innanzitutto sul turismo, grazie a moderne strutture alberghiere costruite negli anni sessanta e balneari di grande richiamo per i visitatori. Comune alla tradizione sorrentina è la produzione di agrumi, olio di oliva e birra artigianale. Inoltre, nella borgata di Angri sorge una delle cererie più antiche della penisola (l'unica in zona a lavorare la cera vergine d'api), mentre Maiano è famosa per la lavorazione dei mattoni, costruiti mediante il trattamento della creta e impiegati prevalentemente per la costruzione di forni e camini.

## Infrastrutture e trasporti

### Ferrovie
La fermata di Sant'Agnello sorge lungo la ferrovia Torre Annunziata-Sorrento, facente parte della rete Circumvesuviana gestita dall'Ente Autonomo Volturno.
Fra il 1906 e il 1946 la località era servita da una fermata della tranvia Castellammare di Stabia-Sorrento.

## Amministrazione
| Periodo        | Periodo   | Primo cittadino  | Partito      | Carica  | Note |
| -------------- | --------- | ---------------- | ------------ | ------- | ---- |
| 15 maggio 2023 | in carica | Antonino Coppola | Lista civica | Sindaco |      |

## Sport

### Pallavolo

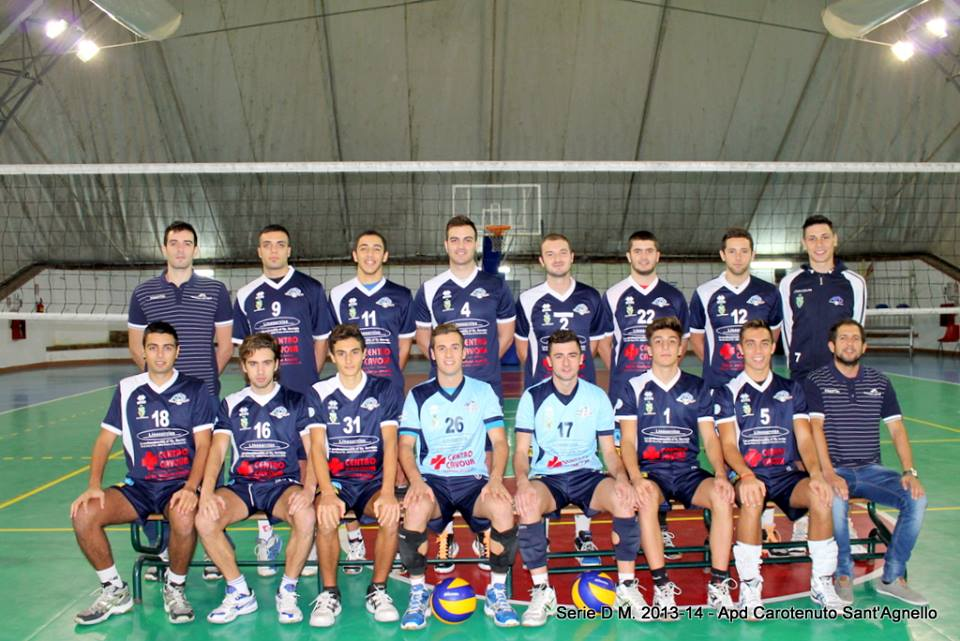
APD Carotenuto Sant'Agnello 2013-2014

Sant'Agnello possiede una squadra di pallavolo, l'APD Carotenuto Sant'Agnello. La squadra ha partecipato per la prima volta ai campionati provinciali maschile e femminile di seconda divisione nel 2007/2008, festeggiando la promozione con entrambe le categorie.
Nel 2008/2009 le due formazioni conquistano la promozione in Serie D (record campano, seconda promozione in due anni di attività) e la società comincia a dotarsi di un proprio vivaio giovanile (under 13-14-16).
Proprio dal settore giovanile provengono le massime gratificazioni della società: nel 2011/2012 – anno della consacrazione – l'U16M si impone prima in Provincia e poi in Regione, diventando campione della Campania e accedendo così alle finali nazionali, dove chiude la stagione al sesto posto davanti a squadre già affermate come Cuneo, Modena e Padova.
Il risultato di qualificazione alle finali nazionali si ripete nella stagione 2013/2014 con il gruppo U17M e alla società viene rilasciato dalla Federazione il prestigioso "Marchio di Qualità FIPAV" per meriti sportivi, attualmente posseduto da pochissimi club in Campania. Inoltre, la società raggiunge un altro importante traguardo, chiudendo la stagione da prima in classifica e qualificandosi per la Serie C.

### Calcio
La società di calcio FC Sant'Agnello nasce nel 1996 grazie ai suoi fondatori Alberto Negri e Franco Basile, dedicandosi inizialmente al solo settore giovanile, con la creazione della scuola calcio. Tuttavia, ben presto la società metterà su anche la formazione Allievi, affidata ad Achille Bello, ottenendo i primi risultati positivi nel proprio girone. Passano pochi anni e l'FC Sant'Agnello vede la nascita delle prime compagini di settore giovanile nelle categorie Pulcini, Esordienti e Giovanissimi.
Dopo tre anni in cui la società ha badato principalmente ai giovani, si decide il grande balzo in avanti con l'iscrizione al campionato di Terza Categoria nel 1999, sotto la guida dell'allenatore Franco Colonna. Intanto il settore giovanile intasca un altro successo, grazie all'affermazione dei Giovanissimi Regionali nel proprio girone e la successiva eliminazione ai play-off.
Nella stagione sportiva 2000/2001 la prima squadra si aggiudica il campionato di Terza Categoria e viene promossa in Seconda, sotto la guida di mister Belviso. Tuttavia, l'FC Sant'Agnello dovrà aspettare la stagione 2007/2008 per prendere finalmente parte al campionato di Prima Categoria, mentre nel 2009/2010 riesce a conquistare l'accesso alla Promozione, chiudendo all'ottavo posto. Attualmente partecipa al campionato di eccellenza campana girone B 2022/2023

### Pallacanestro
Sant'Agnello possiede anche una squadra di pallacanestro giovanile, l'ASD Magic Basket.